# Liana Ungur
Liana-Gabriela Ungur (n. 2 ianuarie 1985) este o jucătoare română de tenis. La 25 octombrie 2010 a ajuns pe  locul 161 în circuitul feminin profesionist WTA.

## Viața personală
Liana este fiica legendarului fotbalist român Ilie Balaci iar în 2006 s-a căsătorit cu Adrian, care este la rândul lui jucător de tenis profesionist.

## Finale în turneul ITF la simplu: 24 (13–11)
| Turnee de $100.000 |
| Turnee de $75.000  |
| Turnee de $50.000  |
| Turnee de $25.000  |
| Turnee de $10.000  |

| Rezultat   | Nr. | Data              | Turneu                                      | Suprafața | Adversara în finală         | Scorul           |
| Înfrângere | 1.  | 20 mai 2001       | ITF $10.000 Szczecin, Polonia               | Zgură     | Lenka Snajdrová             | 7–5, 2–6, 5–7    |
| Înfrângere | 2.  | 19 august 2001    | ITF $10.000 București 1, România            | Zgură     | Antonela Voina              | 3–6, 5–7         |
| Victorie   | 3.  | 9 septembrie 2001 | ITF $10.000 Mollerussa, Spania              | Zgură     | Maria Pilar Sánchez Alayeto | 7–5, 6–0         |
| Înfrângere | 4.  | 26 mai 2002       | ITF $10.000 Olecko, Polonia                 | Zgură     | Marta Domachowska           | 6–1, 3–6, 1–6    |
| Înfrângere | 5.  | 9 iunie 2002      | ITF $10.000 Poznań, Polonia                 | Zgură     | Jolanda Mens                | 0–6, 5–7         |
| Victorie   | 6.  | 9 martie 2003     | ITF $10.000 Nuevo Laredo, Mexic             | Hard      | Caroline Ann Basu           | 7–6(4), 6–2      |
| Victorie   | 7.  | 27 iulie 2003     | ITF $10.000 Ancona, Italia                  | Zgură     | Mandy Minella               | 3–6, 6–3, 6–1    |
| Înfrângere | 8.  | 1 februarie 2004  | ITF $10.000 Tipton, Anglia, UK              | Hard      | Emma Laine                  | 7–6(4), 2–6, 3–6 |
| Victorie   | 9.  | 8 februarie 2004  | ITF $10.000 Vale do Lobo, Portugalia        | Hard      | Servane Delobelle           | 6–2, 6–4         |
| Înfrângere | 10. | 13 iunie 2004     | ITF $10.000 Pitești, România                | Zgură     | Mihaela Buzărnescu          | 3–6, (4)6–7      |
| Victorie   | 11. | 8 august 2004     | ITF $10.000 Rebecq, Belgia                  | Zgură     | Antonela Voina              | 6–4, 6–1         |
| Victorie   | 12. | 5 septembrie 2004 | ITF $10.000 Arad, România                   | Zgură     | Barbara Pocza               | 7–5, 7–5         |
| Înfrângere | 13. | 24 octombrie 2004 | ITF $10.000 Settimo San Pietro, Italia      | Zgură     | Aravane Rezaï               | 3–6, 4–6         |
| Înfrângere | 14. | 15 mai 2005       | ITF $10.000 București 1, România            | Zgură     | Alexandra Dulgheru          | 2–6, 2–6         |
| Victorie   | 15. | 19 noiembrie 2006 | ITF $10.000 Cairo 3, Egipt                  | Zgură     | Alexandra Dulgheru          | 6–1, 6–1         |
| Victorie   | 16. | 26 noiembrie 2006 | ITF $10.000 Cairo 4, Egipt                  | Zgură     | Varvara Galanina            | 6–2, 6–4         |
| Victorie   | 17. | 11 februarie 2007 | ITF $10.000 Vale do Lobo, Portugalia        | Hard      | Evgenia Linetskaya          | 7–6(4), 6–2      |
| Înfrângere | 18. | 8 iulie 2007      | ITF $25.000 Båstad, Suedia                  | Zgură     | Sofia Arvidsson             | 7–6(7), 2–6, 0–6 |
| Înfrângere | 19. | 12 august 2007    | ITF $25.000 Gdynia, Polonia                 | Zgură     | Renata Voráčová             | 4–6, 4–6         |
| Înfrângere | 20. | 23 martie 2008    | ITF $10.000 Pomezia, Italia                 | Zgură     | Anna Korzeniak              | 3–6, 3–6         |
| Victorie   | 21. | 9 mai 2010        | ITF $25.000 Florența, Italia                | Zgură     | Polina Pekhova              | 6–3, 7–5         |
| Victorie   | 22. | 6 iunie 2010      | ITF $25.000 Sarajevo, Bosnia și Herțegovina | Zgură     | Irena Pavlovic              | 6–3, 6–0         |
| Victorie   | 23. | 20 iunie 2010     | ITF $25.000 Padova, Italia                  | Zgură     | Audrey Bergot               | 6–4, 6–4         |
| Victorie   | 24. | 7 august 2010     | ITF $25.000 Monteroni d'Arbia, Italia       | Zgură     | Anna Floris                 | 7–5, 6–1         |

## Finale în turneul ITF la dublu: 15 (6–9)
| Rezultat   | Nr. | Data               | Turneu                             | Suprafața | Partenera                   | Adversarele în finală             | Scorul              |
| Victorie   | 1.  | 6 august 2000      | ITF $10.000 București 1, România   | Zgură     | Edina Gallovits             | Zuzana Kučová Dominika Luzarová   | 7–5, 4–0(ret.)      |
| Înfrângere | 2.  | 27 ianuarie 2002   | ITF $10.000 Båstad, Suedia         | Hard (i)  | Christina Zachariadou       | Eszter Molnár Aleksandra Srndovic | 6–2, 2–6, 5–7       |
| Înfrângere | 3.  | 17 februarie 2002  | ITF $10.000 Vilamoura, Portugalia  | Hard      | Marta Fraga-Pérez           | Maki Arai Remi Tezuka             | 2–6, 5–7            |
| Înfrângere | 4.  | 26 mai 2002        | ITF $10.000 Olecko, Polonia        | Zgură     | Eva Erbová                  | Martina Babáková Lenka Tvarošková | 2–6, 6–3, 2–6       |
| Victorie   | 5.  | 2 februarie 2003   | ITF $10.000 Tipton, Anglia, UK     | Hard (i)  | Elke Clijsters              | Zuzana Černá Iveta Gerlová        | 6–3, 6–2            |
| Înfrângere | 6.  | 11 mai 2003        | ITF $10.000 Tortosa, Spania        | Zgură     | María Pilar Sánchez Alayeto | Frederica Piedade İpek Șenoğlu    | 4–6, (3)6–7         |
| Înfrângere | 7.  | 18 mai 2003        | ITF $10.000 Monzón, Spania         | Zgură     | Kildine Chevalier           | Olena Antypina Raissa Gourevitch  | 6–3, 5–7, 1–6       |
| Victorie   | 8.  | 14 septembrie 2003 | ITF $10.000 Madrid, Spania         | Hard      | İpek Șenoğlu                | Lisa D'Amelio Jennifer De Bodt    | 6–3, 6–3            |
| Înfrângere | 9.  | 18 iulie 2004      | ITF $10.000 București 2, România   | Zgură     | Iris Ichim                  | Mădălina Gojnea Monica Niculescu  | 4–6, 1–6            |
| Victorie   | 10. | 8 august 2004      | ITF $10.000 Rebecq, Belgia         | Zgură     | Antonela Voina              | Jessie De Vries Debbrich Feys     | 6–2, 5–7, 6–4       |
| Înfrângere | 11. | 27 august 2005     | ITF $10.000 București 6, România   | Zgură     | Simona Matei                | Corina Corduneanu Agnes Szatmari  | W.O.                |
| Înfrângere | 12. | 12 februarie 2006  | ITF $10.000 Vale do Lobo, Portugal | Hard      | İpek Șenoğlu                | Emilie Bacquet Chayenne Ewijk     | 3–6, 3–6            |
| Victorie   | 13. | 27 iunie 2008      | ITF $25.000 Padova, Italia         | Zgură     | Anda Perianu                | Mailen Auroux Carmen Klaschka     | 6–3, 6–3            |
| Înfrângere | 14. | 16 ianuarie 2010   | ITF $10.000 Glasgow, Scoția, UK    | Hard (i)  | Nicole Clerico              | Victoria Larrière Anna Smith      | 4–6, 4–6            |
| Victorie   | 15. | 26 martie 2010     | ITF $10.000 Pomezia, Italia        | Zgură     | Stefania Chieppa            | Andreea Văideanu Erika Zanchetta  | 7–6(3), 4–6, [10–7] |